# Хорватская философия
Хорватская философия (хорв. Hrvatska filozofija) — это интеллектуальная традиция оформившаяся на территории Хорватии.

## Ранняя хорватская философия

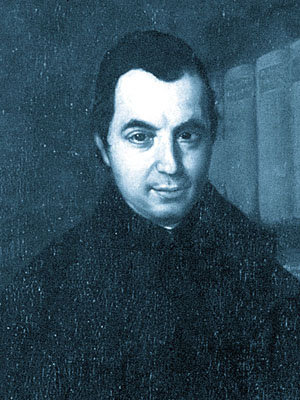
Руджер Бошкович (1711—1787)

Истоки хорватской философии уходят в Средневековье, когда на территории Хорватии появились первые университеты в которых присутствовали философские факультеты. Задарский университет был основан в 1396 году, а Загребский университет — в 1669 году. Такие университеты учреждались под эгидой католической церкви, а языком преподавания в них была латынь. Ярким примером хорватского философа-схоласта является Степан Градич.
Тем не менее, ряд хорватских мыслителей ощущали свое родство с другими славянскими народами и придерживались умонастроения (хорв. pokret) названного позже панславизмом. Хорватский монах Вениамин в 1499 году принимает участие в создании славянского перевода Библии. Юрий Крижанич выдвигает проект объединения славян на основе общего языка, резко критикует «чужебесие» и «людодерство».
Европейская Реформация дала толчок литературе на национальных языках. Реформация в Хорватии представлена одинокой фигурой Матиаса Флациуса (Матея Влашича), который пытался привнести в лютеранство идею ортодоксии и критику синергизма. Хорватский философ XVIII века Руджер Бошкович выдвинул оригинальную теорию атомов как центров силы.

## Современная хорватская философия
XIX век породил философию иллиризма (Людевит Гай), где Хорватия рассматривалась в контексте римского наследия (Иллирия). Волна панславистских настроений вывела хорватских мыслителей в авангард югославизма и югославской философии. Однако наряду с панславизмом в хорватской мысли присутствовали и этнонационалистические элементы (Анте Старчевич), которые привели в XX веке к появлению движения усташей.
В 1957 году в Загребе на базе Философского факультета Загребского университета появилось Хорватское философское общество (хорв. Hrvatsko filozofsko društvo), первым председателем которого стал В. Филипович. С 1964 года начал издаваться журнал «Praxis», вокруг которого выросла целая философская школа. Хорватские философы, приняв марксизм, тем не менее, сопротивлялись советской его версии. Человек (хорв. čovjek) в хорватской школе праксиса воспринимается не как рабочая сила, а как субъект свободной творческой деятельности (хорв. djelatnost) направленной на преобразование мира (хорв. svijet) и самого себя. Соответственно, истина (хорв. istina) воспринималась как результат подобной деятельности. На фоне других стран соцлагеря титовская Югославия отличалась наличием рыночной экономики, социал-демократическим уклоном и рабочим самоуправлением (хорв. samoupravljanje).